# Abadiñoko Independiente Berriak
Abadiñoko Independiente Berriak (AIB; «Nuevos Independientes de Abadiño» en euskera) es una formación política independiente del municipio de Abadiano, Vizcaya (España).
Desde 1999, existía en el municipio una formación política independiente llamada "Abadiñoko Independienteak/Independientes de Abadiño (AI/IA)". En 2019, tras 12 años al frente de la Alcaldía del municipio vizcaíno, José Luis Navarro dejó el liderazgo de la formación, sustituyéndole en su lugar Javier Crespo, que, tras las elecciones, formó un gobierno de coalición con EAJ/PNV como socio minoritario. 
A finales de enero de 2023, a escasos cuatro meses de las elecciones, se anunció la disolución de AI/IA. El 2 de marzo de 2023 se anunció que el teniente de alcalde y hasta entonces alcaldable por AI/IA, Javier Crespo, se volvería a presentar a las elecciones municipales de ese mismo año, pero por el PSE-EE. Ante esta noticia, el exalcalde Navarro y un grupo de vecinos anunciaron que también se presentarían a las elecciones, bajo la candidatura Abadiñoko Independiente Berriak.

### Lista para las elecciones municipales de 2023:
1. José Luis Navarro Donaire (elegido).
2. Edurne Maguregi Gorospe (elegida).
3. Sayoa Rodríguez Blázquez.
4. María Rusu-Isac.
5. Julián Delgado Bautista.
6. Mónica Quintas Ovejero.
7. María Elsa Echeverria Fundazuri.
8. Yudi Esther Cabreja Ramírez.
9. Antonio Serrano Chamizo.
10. José Manuel Martín Noguerol.
11. Encarnación García Carnero.
12. Manuel Fernández de la Torre.
13. Juan Carlos Oporto Berrio.
14. (Suplente número 1) Virginia Casquero Casquero.

### Resultados de las elecciones y pacto de coalición con EH Bildu
En las elecciones municipales del 28 de mayo de 2023 la formación obtuvo 623 votos, el 16,16% del voto, de los cuales 551 venían de las secciones censales en las que se encuentra mayormente el barrio de Traña-Matiena. De hecho, AIB ganó en la sección 003 con el 31,31% del voto. Por otro lado, en las secciones 001 (Zelaieta) y 004 (Gaztelua, Muntsaratz, Andra Mari, Irazola, Sagasta, Mendiola, Urkiola, Amaitermin) obtuvieron 34 y 38 votos, respectivamente.
El 16 de junio de 2023, un día antes de la constitución de los ayuntamientos, se publicó en los medios que AIB había pactado con la fuerza más votada, EH Bildu (6/13), y que formarían un gobierno de coalición de 8 concejales frente a los 5 de la oposición, conformada por EAJ/PNV (4) y PSE-EE (1). El pacto incluía la primera tenencia de Alcaldía y la concejalía de Bienestar Social para la número dos de AIB, Edurne Maguregi, además de la concejalía de Urbanismo para el exalcalde y cabeza de lista de la formación independiente, José Luis Navarro.